# 天府镇
天府镇，是中华人民共和国重庆市北碚区下辖的一个乡镇级行政单位。

## 行政区划
天府镇下辖以下地区：
文星社区、后峰社区、代家社区、中心村、五新村、文星村、工农村、代家沟村、大田村、石佛村和石家村。